# 히가시카와구치역
히가시카와구치역(일본어: 東川口駅, ひがしかわぐちえき)은 일본 사이타마현 가와구치시에 있는 철도역이다.

## 역 구조

### 동일본 여객철도
섬식 승강장 1면 2선의 고가역이다. 미도리 창구(영업 시간: 7:00 ~ 19:00), 지정석 매표기(영업 시간: 5:30 ~ 23:55), 자동 개찰기 설치.
2010년부터 2011년에 걸쳐 배리어 프리 대응 공사가 실시되고, 엘리베이터와 다기능 화장실 신설, 2층에 계단의 증설이 이뤄졌다. 공사 완료 후 역사는 남쪽 출구 측에 신축 이전하였다.

#### 승강장
| 1 | ■ 무사시노 선 | 미나미우라와·니시코쿠분지·후추혼마치 방면                     |
| 2 | ■ 무사시노 선 | 미나미코시가야·신마쓰도·니시후나바시·도쿄·가이힌마쿠하리 방면 |

### 사이타마 고속철도
섬식 승강장 1면 2선의지하역. 스크린도어가 있고 자동 개찰기가 설치되었다. 개업 당초에는 정기권 매장이 있었는데, 나중에 역 사무소 내에 통합되었다. 빈 공간은 임대가 되어, 당초 카페가 닫은 다음에 약국이 들어왔지만 각각 몇년 동안 닫았고, 2013년 현재, 세븐 일레븐이 입주하였다.
2013년 기준으로 도쿄메트로 난보쿠 선과 직통 운전을 하고 있는 아카바네이와부치 역을 제외하면 사이타마 고속철도선 내에서는 유일한 환승역이며, 유일한 기존역이기도 하다.

#### 승강장
| 1 | ■ 사이타마 고속철도선 | 우라와미소노 행                     |
| 2 | ■ 사이타마 고속철도선 | 아카바네이와부치·메구로·히요시 방면 |

## 역사
- 1973년 4월 1일: 무사시노 선의 히가시카와구치 역 영업 개시.
- 1987년 4월 1일: 국철분할민영화, JR동일본의 역이 됨.
- 1992년 11월: 미도리 창구 영업 개시.
- 2001년
  - 3월 28일: 사이타마 고속철도의 히가시카와구치 역 영업 개시.
  - 11월 18일: JR동일본에서 IC카드 Suica 공용 개시.
- 2007년 3월 18일: 사이타마 고속 철도에서 IC카드 PASMO 공용 개시.

## 사진

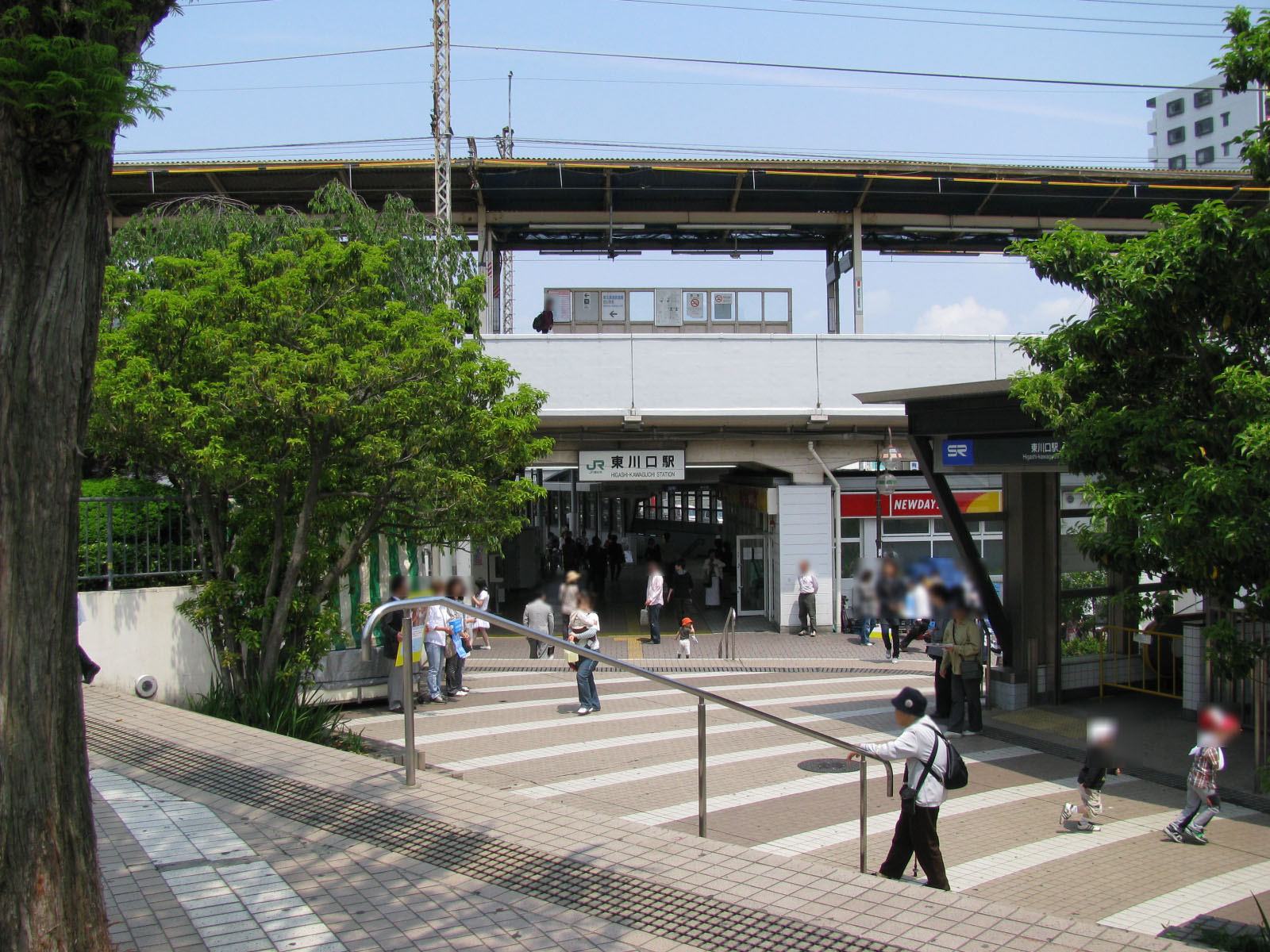
무사시노 선의 출입구 모습
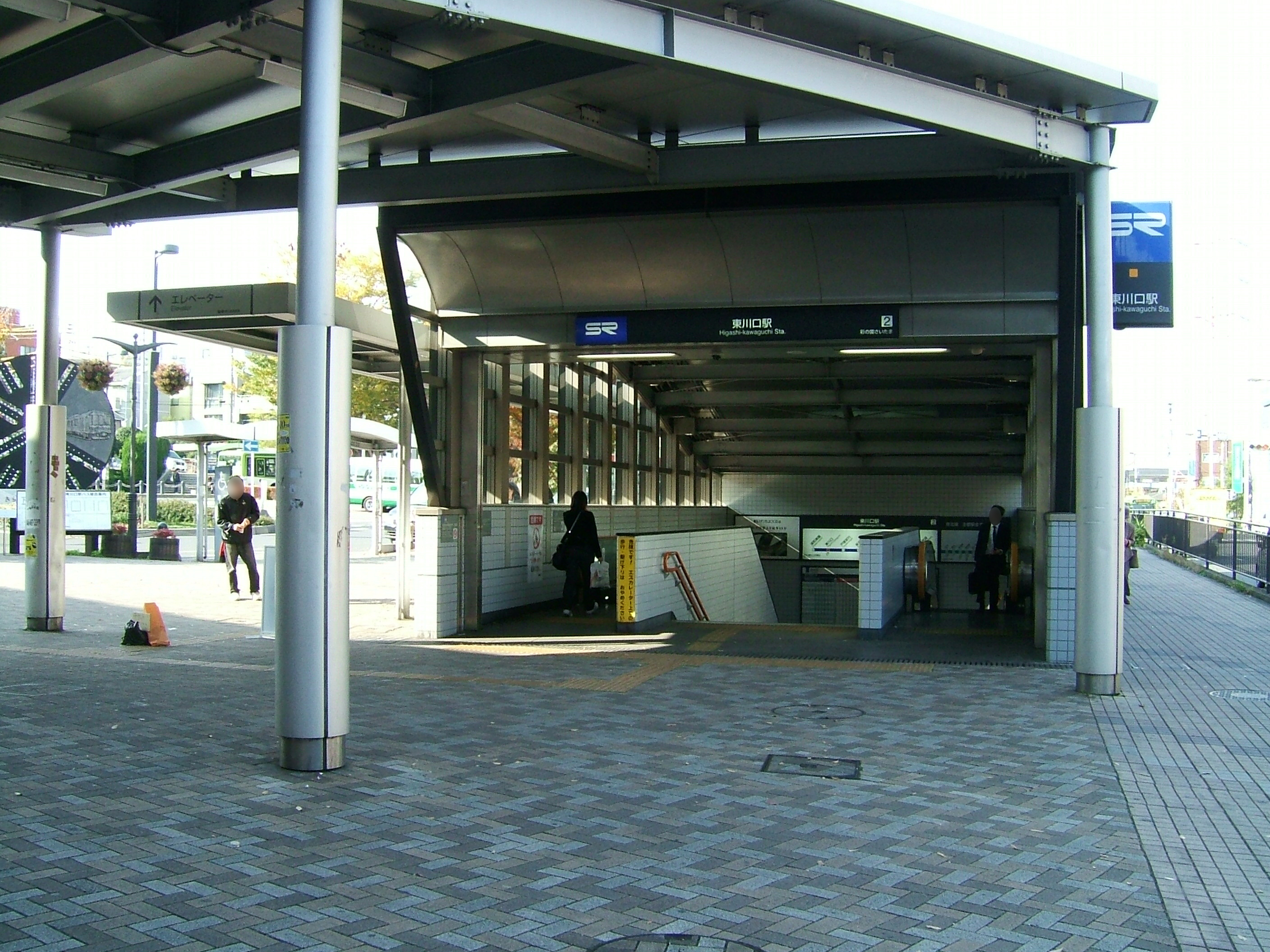
사이타마 고속철도 2번 출입구 모습

## 인접역
| 동일본 여객철도 ■ 무사시노 선 | 동일본 여객철도 ■ 무사시노 선 | 동일본 여객철도 ■ 무사시노 선                          |
| ----------------------------- | ----------------------------- | ------------------------------------------------------ |
| 히가시우라와 후추혼마치 방면  | 쾌속・보통                    | 미나미코시가야 니시후나바시, 도쿄, 가이힌마쿠하리 방면 |

| 사이타마 고속철도 ■ 사이타마 고속철도 선 | 사이타마 고속철도 ■ 사이타마 고속철도 선 | 사이타마 고속철도 ■ 사이타마 고속철도 선 |
| ---------------------------------------- | ---------------------------------------- | ---------------------------------------- |
| 도즈카안교 아카바네이와부치 방면         |                                          | 우라와미소노 우라와미소노 방면           |